# Ispravnic al scaunului București
Ispravnicul scaunului București era un dregător al Țării Românești care se ocupa doar cu rezolvarea hotărniciilor și a judecăților. Din acest motiv, nu erau recrutați din rândul marilor dregători.
Primul amintit că a ocupat această dregătorie a fost Sima, fost al doilea vistier, la 6 octombrie 1643. Printre persoanele care au fost ispravnici ai scaunului București a fost și boierul Constantin Brâncoveanu, în timpul domniei lui Șerban Cantacuzino. 